# Europsko prvenstvo u košarci – Egipat 1949.
Europsko prvenstvo u košarci 1949. godine održalo se u Kairu od 15. do 22. lipnja 1949. godine.